# Caconeura gomphoides
Caconeura gomphoides е вид водно конче от семейство Protoneuridae.

## Разпространение
Видът е разпространен в Индия (Карнатака).